# نيفيل كرو
نيفيل كرو (بالإنجليزية: Neville Crowe)‏ هو لاعب كرة قدم أسترالية أسترالي، ولد في 1 يونيو 1937، وتوفي في 2 سبتمبر 2016.

## وصلات خارجية
- نيفيل كرو على موقع AustralianFootball.com (الإنجليزية)
- نيفيل كرو على موقع AFLtables.com (الإنجليزية)